# Liste de points extrêmes de Gibraltar

Carte de Gibraltar

Voici une liste de points extrêmes de Gibraltar.

## Latitude et longitude
- Nord : Aéroport international de Gibraltar (36° 09′ 18″ N, 5° 20′ 44″ O)
- Sud : Poste d'Observation de Harding (36° 06′ 33″ N, 5° 20′ 44″ O)
- Ouest : Phare "tête C" de la Môle détaché du port de Gibraltar (36° 08′ 33″ N, 5° 22′ 02″ O)
- Est : Parking de la plage "Catalan Bay Beach" (36° 08′ 26″ N, 5° 20′ 19″ O)

## Altitude
- Maximale : Rocher de Gibraltar 426 m (36° 07′ 27″ N, 5° 20′ 35″ O)
- Minimale : baie de Gibraltar / mer d'Alboran, 0 m